# Lánov
Lánov (deutsch Langenau) ist eine Gemeinde in Tschechien. Sie liegt vier Kilometer östlich von Vrchlabí und gehört zum Okres Trutnov.

## Geographie
Lánov befindet sich am südlichen Fuße des Riesengebirges im Riesengebirgsvorland und ist Teil eines neun Kilometer langen Waldhufendorfes, das sich von Dolní Dvůr bis Prosečné in Nord-Süd-Richtung im Tal der Malé Labe erstreckt. Die oberen beiden, der sich aneinander reihenden Ortschaften Horní Lánov, Prostřední Lánov, Dolní Lánov und Malý Lánov bilden die Gemeinde Lánov; die unteren die Gemeinde Dolní Lánov. Nördlich erheben sich die Vápenice (786 m) und der Tetřeví vrch (964), im Nordosten der Jelení vrch (1024 m) und der Špičák (1001 m), östlich der Buben (598 m) und Lánský kopec (614 m), südwestlich der Nad Hájem (501 m) und Zimův vrch (499), im Westen der Liščí kopec (546 m) sowie nordwestlich der Jankův kopec (694 m) und die Strážná hůra (824 m). Bei der Ansiedlung Peklo werden am Nordhang des Lánský kopec Kalkbrüche betrieben. Am westlichen Ortsrand befindet sich ein Sportflugplatz. Durch den Ort führt die Straße I/14 zwischen Vrchlabí und Trutnov.
Nachbarorte sind Luisino Údolí, Dolní Dvůr, Hádek und Prislova Bouda im Norden, Bönischovy Boudy im Nordosten, Černý Důl, Peklo und Čistá v Krkonoších im Osten, Kovársko und Fořt im Südosten, Dolní Lánov im Süden, Podhůří im Südwesten, Dolejší Vrchlabí und Vrchlabí im Westen sowie Hořejší Vrchlabí, Vápenice, Herlíkovice, Seidlovy Domky und Strážné im Nordwesten.

## Geschichte
Es wird angenommen, dass das Tal der Kleinen Elbe bereits zu Beginn der zweiten Kolonisationswelle zwischen 1250 und 1260 besiedelt worden ist. Die erste schriftliche Erwähnung von Langnow bzw. Langnaw erfolgte 1355. Im Jahre 1359 wurde der Ort als Lognow bezeichnet. Das Dorf gehörte zum königlichen Distrikt Trutnov, dessen Güter von verschiedenen Verwaltern unter der Aufsicht eines Burgvogtes bewirtschaftet wurde. Karl IV. machte 1362 von seinen Patronatrechten selbst Gebrauch und bestimmte einen Pfarrer der Kirche St. Jakobus. Zu dieser Zeit gehörte der Ort zu den bedeutendsten Dörfern im Westteil des Distrikts. Während der Hussitenkriege wurde Lagnow 1424 von den nach Hostinné ziehenden Truppen Jan Žižkas heimgesucht. Die Bewohner des Dorfes waren im 15. Jahrhundert Bergleute, die Eisenerz förderten, sowie Holzfäller, Köhler und Schmiede – die Landwirtschaft spielte nur eine untergeordnete Rolle. Weitere Namensformen waren Lanow (1437), Langenau (1564), Langnau (1620) und Langenaw (1626). 1525 wurde die Gegend vom Trautenauer Lehen abgetrennt und Johann Tetour von Tetov überlassen. Dieser verkaufte den Besitz 1533 an den königlichen Oberberghauptmann Christoph von Gendorf, der die Herrschaft Hohenelbe errichtete.
Seit dem 16. Jahrhundert lässt sich eine Unterscheidung in mehrere Teile nachweisen. Die älteste Nennung von Horní Lánov (horzeyssi wes lanow) erfolgte 1519, die von Dolní Lánov 1542 im Zusammenhang mit dem Niederrichter zu Langnaw, die von Prostřední Lánov (Mittel-Langnaw) 1654 und die von Malý Lánov (Klein Gemein Langenau) 1657. Im 18. Jahrhundert erlangte die landwirtschaftliche Nutzung der Hänge beiderseits des Tales an Bedeutung. Da sie jedoch wenig ertragreich blieb, verbreitete sich die Heimweberei als Nebenerwerb.
Im 19. Jahrhundert entstanden in dem Dorf mehrere Fabriken. Nieder Langenau war Pfarrort für Ober-, Mittel- und Klein Langenau und Schmidtdorf; zur Pfarre gehörte zudem seit 1806 die Lokalkirche St. Josef in Niederhof. Bis zur Mitte des 19. Jahrhunderts blieben die Ortschaften der Herrschaft Hohenelbe untertänig.
Nach der Aufhebung der Patrimonialherrschaften bildete Mittel Langenau / Prostřední Lanov und Ober Langenau / Horní Lanov ab 1850 zwei selbstständige Gemeinden in der Bezirkshauptmannschaft Hohenelbe / Vrchlabí. Im Jahre 1902 wurde in Mittel Langenau eine evangelische Pfarrkirche errichtet. Infolge des Münchner Abkommens wurden beide Gemeinden 1938 dem Deutschen Reich angeschlossen und gehörten bis 1945 zum Landkreis Hohenelbe. Nach dem Zweiten Weltkrieg kam der Ort zur Tschechoslowakei zurück und die deutsche Bevölkerung wurde bis Ende 1946 vertrieben. Im Zuge der Gemeindegebietsreform wurden Prostřední Lánov und Horní Lánov mit Beginn des Jahres 1961 zu einer Gemeinde Lánov zusammengeschlossen, zugleich wurde diese infolge der Aufhebung des Okres Vrchlabí dem Okres Trutnov zugeordnet. Bei der Volkszählung vom 1. Dezember 1970 hatte die Gemeinde 1369 Einwohner. Die Kirche in Prostřední Lanov wurde 1979 abgerissen.

## Ortsgliederung
Die Gemeinde Lánov besteht aus den Ortsteilen Horní Lánov (Ober Langenau) und Prostřední Lánov (Mittel Langenau) sowie der Ansiedlung Peklo. Auf den Gemeindefluren liegt die Wüstung Bíner (Bienerthäuser).

## Sehenswürdigkeiten
- Gefallenendenkmal in Prostřední Lánov, errichtet 1927
- gezimmerte Chaluppen in Volksbauweise
- Wasserwerk in Prostřední Lánov

## In Lánov geborene Persönlichkeiten
- Rudolf Hantschel (1927–2013), deutscher Glasgestalter
- Herbert Gürtler (1932–2004), deutscher Tierarzt und Hochschullehrer